# Troja (Müritz)
Troja ist ein Ortsteil der Gemeinde Lärz im Süden des Landkreises Mecklenburgische Seenplatte.
Er liegt 30 Kilometer entfernt von Ankershagen, dem zeitweiligen Wohnort Heinrich Schliemanns, dem „Entdecker“ des antiken Troja. Den Namen erhielt der Ortsteil jedoch nicht, wie man vermuten mag, aus touristischen Gründen – bereits 1793 wurde Troja im offiziellen Ortsregister des Staatskalenders für Mecklenburg-Schwerin genannt, also 29 Jahre vor der Geburt Schliemanns. Der Name dürfte vom altslawischen Wort troj also der Pluralform für drei abstammen.